# 羅亨齊 (文尼察州)
參數所指定的目標頁面不存在，建議更正成存在頁面或直接建立下列一個頁面（建立前請先搜尋是否有合適的存在頁面可以取代）：
- 羅亨齊

49°37′23″N 28°18′50″E / 49.62306°N 28.31389°E
羅亨齊（羅馬化：Rohyntsi）是烏克蘭西部文尼察州赫梅利尼克區烏蘭尼夫市鎮的村莊，面積2平方公里，海拔高度266米，2001年人口387，人口密度每平方公里193.5人。